# Sentiero di Chiaravalle
Il sentiero di Chiaravalle è un percorso escursionistico costituito da un sentiero ciclabile di lago di Milano che parte dal Parco del Ticinello e termina al Parco della Vettabbia nei pressi della Fondazione Prada, attraversando Via Ripamonti. È il più antico sentiero di Milano, creato nel 1456 all'interno di un vasto parco e un grande patrimonio di natura, storia e cultura della città.
Il tragitto completo è lungo circa 24 km e viene solitamente percorso ad anello sia da runner che da ciclisti, talvolta anche a cavallo. È adatto anche a famiglie con bambini e cani.
Il sentiero prevede di candidarsi ad essere un cammino certificato dal Touring Club Italiano.

## Il percorso
Il sentiero riprende una serie di tracciati che anticamente collegavano i borghi agricoli di Milano tra boschi, canali e prati in fiore, con la presenza di castelli, abbazie, cascine, chiese e antiche cappelle secolari donate dai nobili milanesi.
Si parte dalla fermata Piazza Abbiategrasso della Metropolitana di Milano entrando nel parco del Ticinello per raggiungere il Borgo del Ronchetto delle Rane, dove si trova il Podere del Ronchetto. Sulla strada si incontra la Fattoria biologica San Giuda con un punto vendita di prodotti biologici e frutta rara.
Si giunge poi all'Abbazia di Mirasole, nella cui Chiesa sono custoditi affreschi del 1400 e un orto botanico. Qui è possibile accedere alla secolare bottega di vendita di prodotti, andare al ristorante o prendere un aperitivo.
Si incontra poi l'Abbazia di Chiaravalle, e attraversando il Parco della Vettabbia si giunge alla fermata M3 di Corvetto.

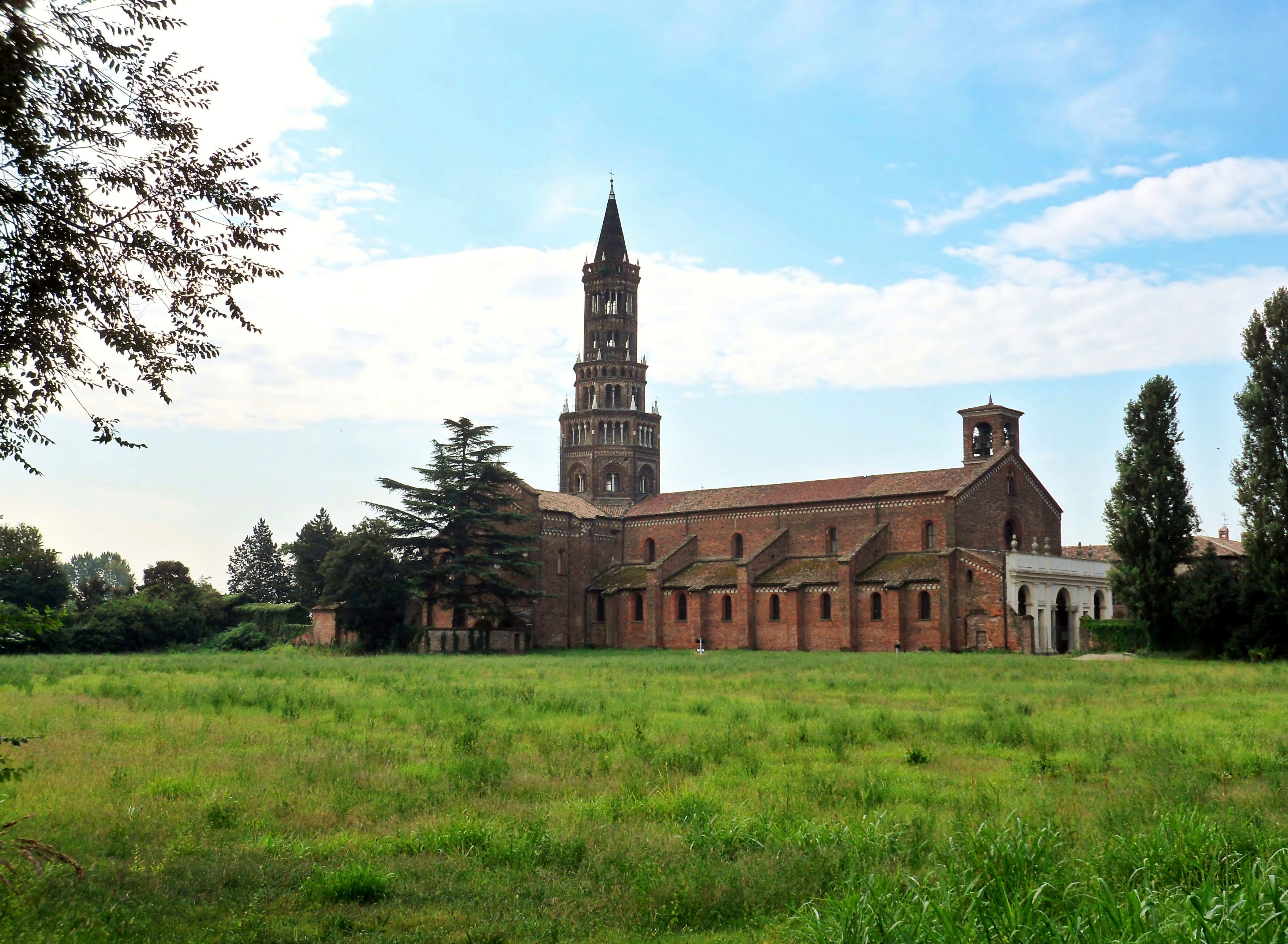
Abbazia di Chiaravalle
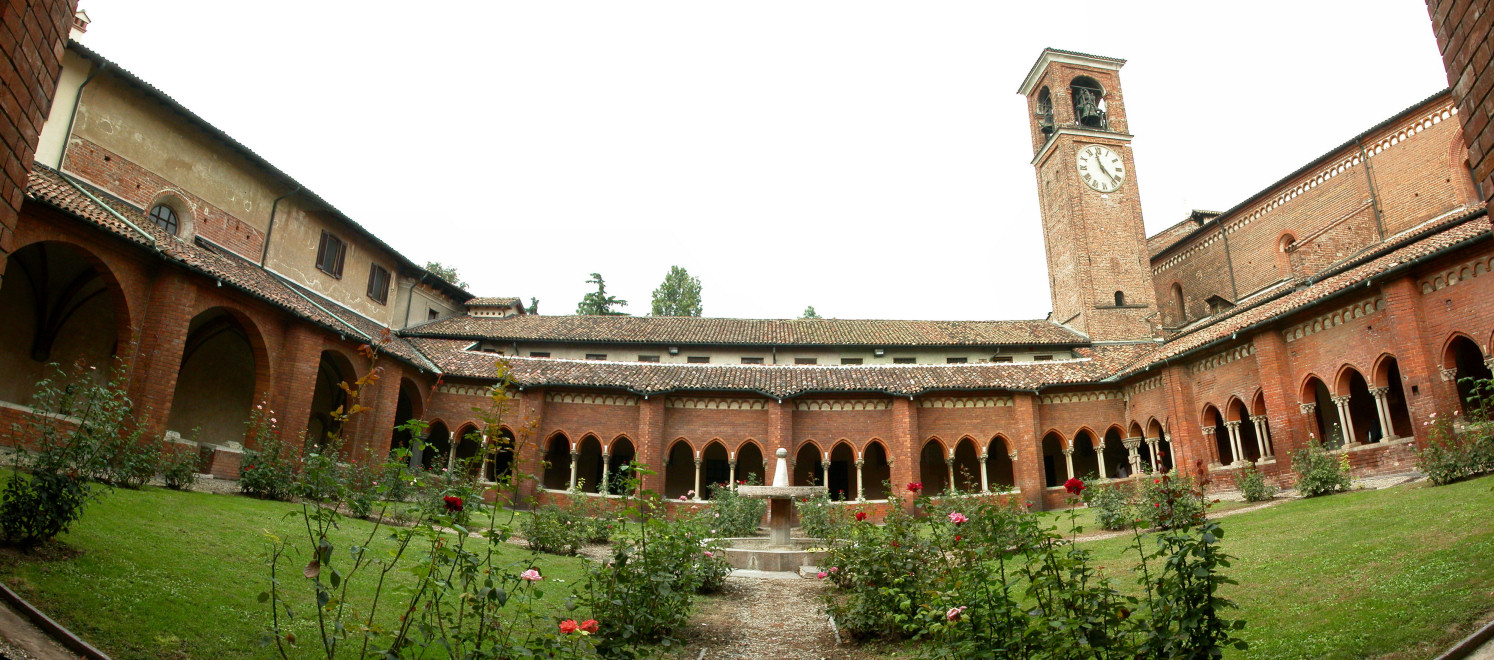
Il chiostro del monastero
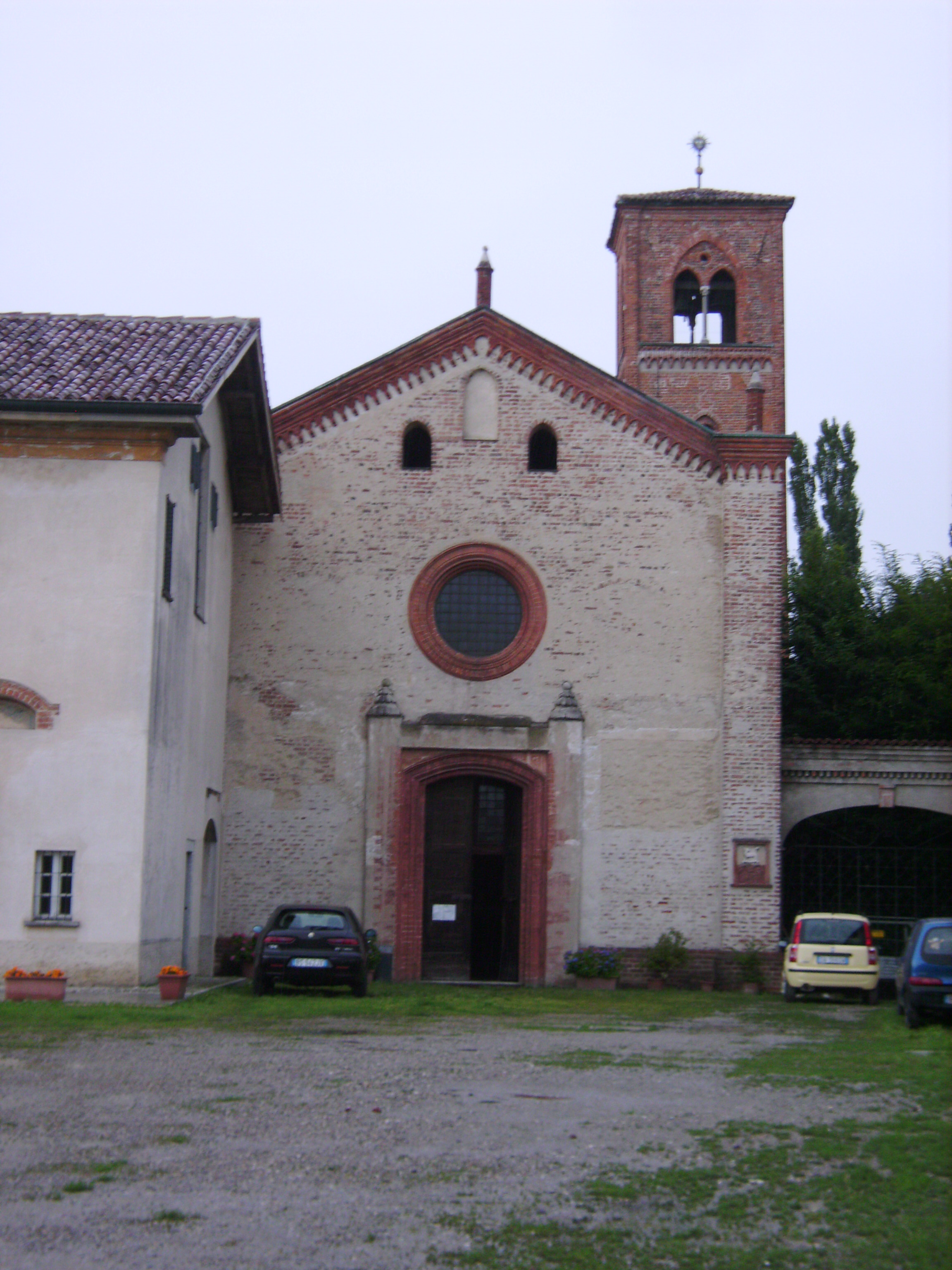
Abbazia di Mirasole
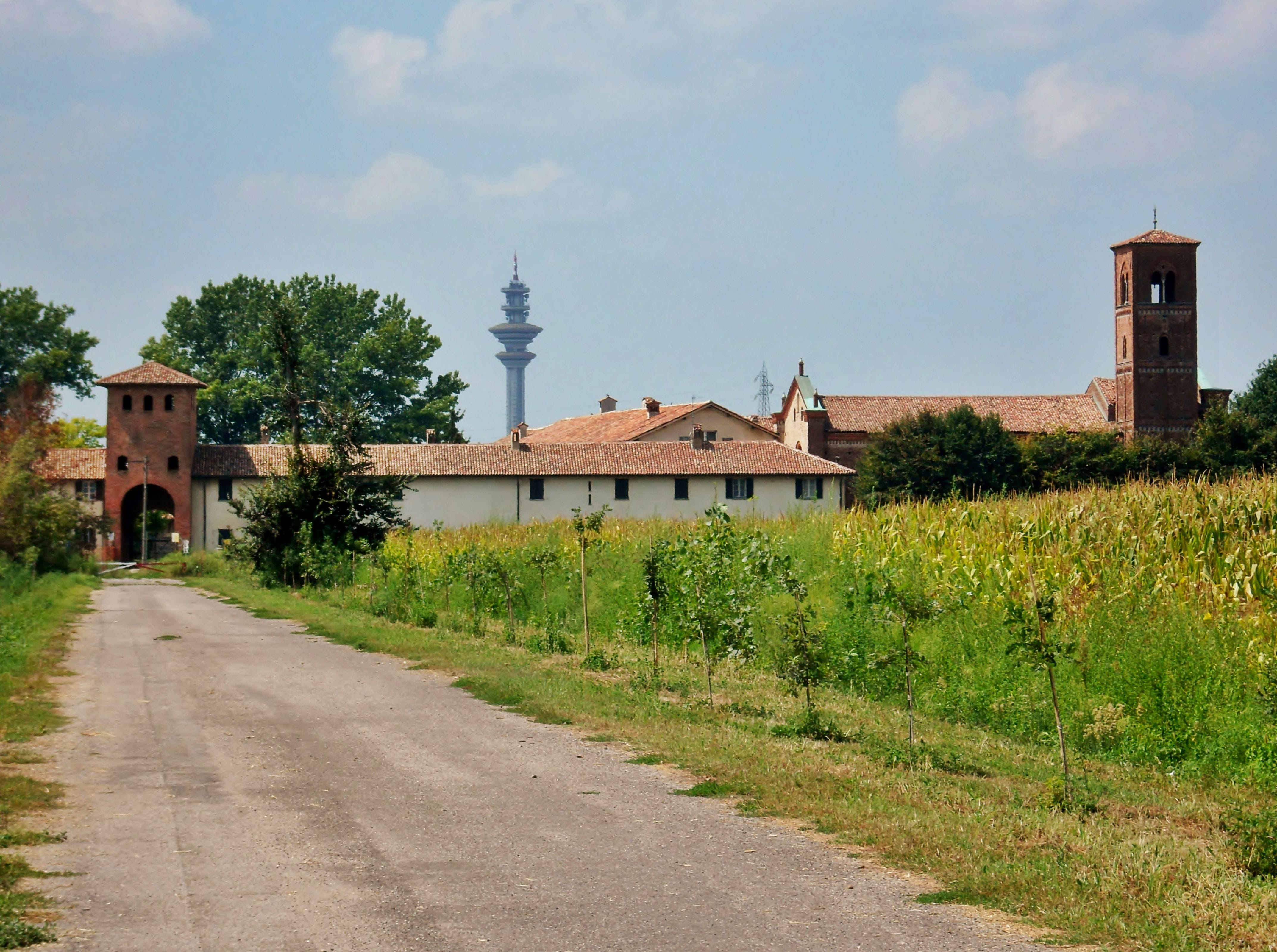
Abbazia di Mirasole
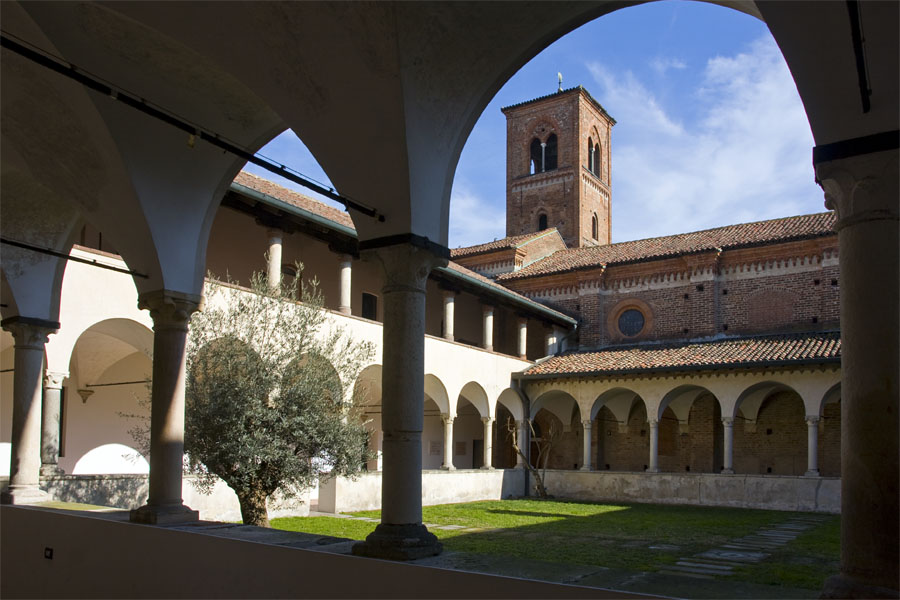
Il Chiosto dell'Abbazia di Mirasole
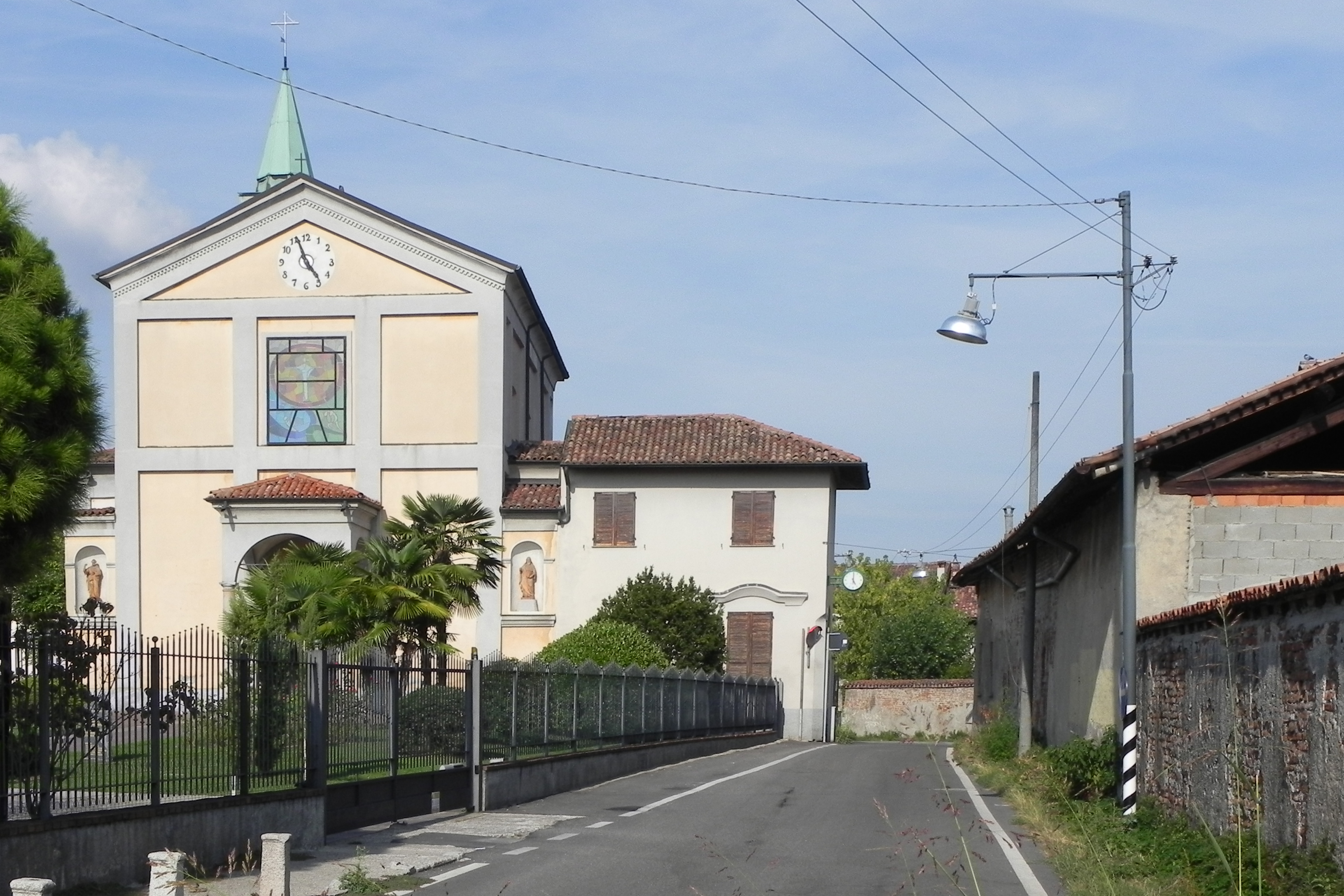
Borgo del Ronchetto delle rane
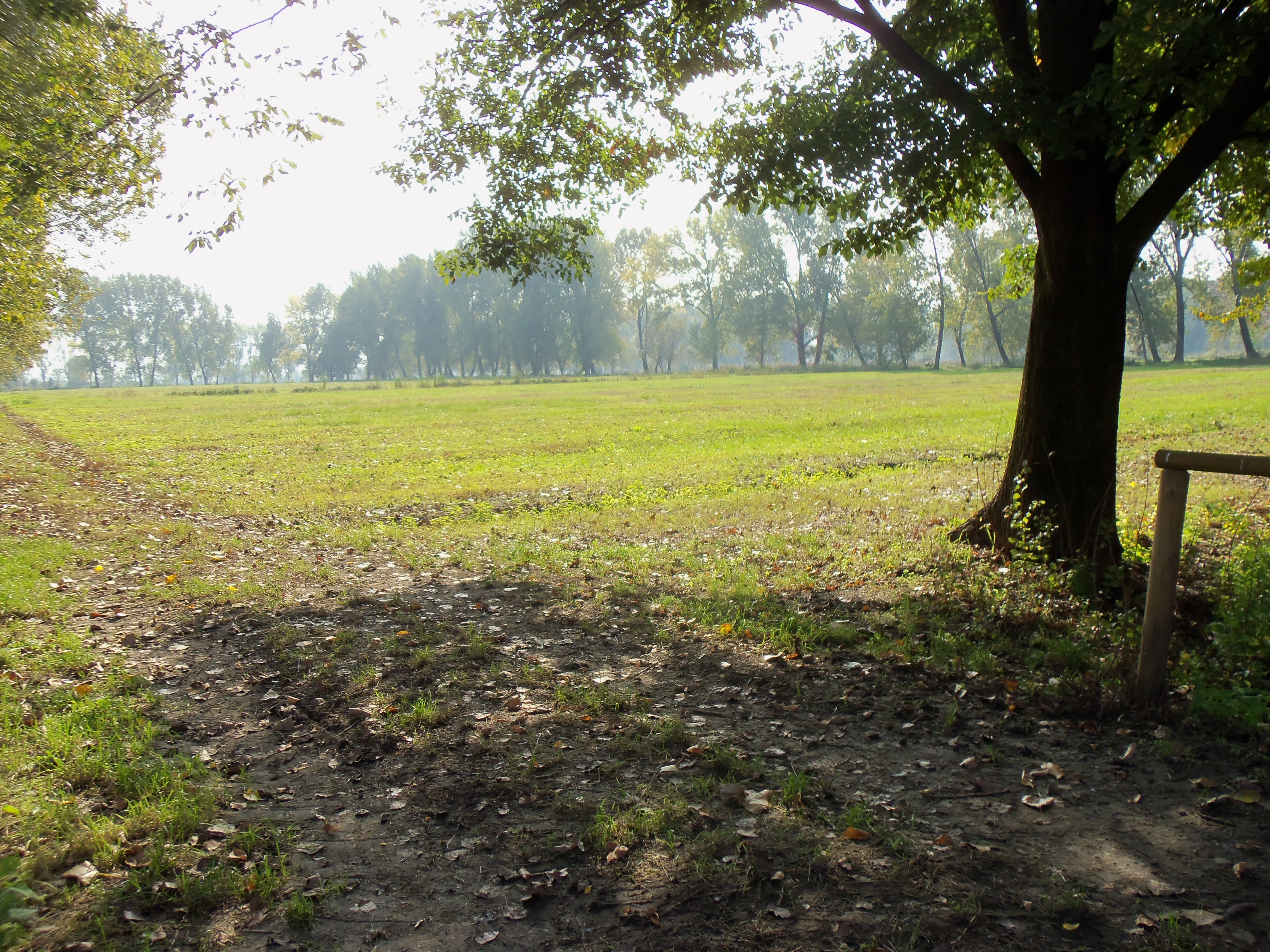
Parco del Ticinello

## Eventi sportivi
Lungo i prati del Sentiero si svolgono eventi sportivi durante l'anno.

## Fauna
Lungo il sentiero sono presenti lo scoiattolo grigio nordamericano, il capriolo, lo scoiattolo europeo, il ghiro, il tasso, la donnola, la volpe, il coniglio selvatico e la lepre.
Tra gli uccelli si possono osservare l'airone cenerino, i picchi verde, rosso maggiore e rosso minore, la garzetta, il cuculo, la cinciallegra, il migliarino di palude, l'averla piccola e molti altri passeriformi, la nitticora, l'airone bianco maggiore, la cicogna bianca, il germano reale, lo svasso maggiore, il tuffetto comune, il cormorano, il gabbiano comune, la gallinella d'acqua, la folaga, l'airone guardabuoi, il martin pescatore, il colombaccio, il piccione e il fagiano.
Tra i rettili, si trovano la lucertola muraiola, il ramarro, la biscia d'acqua e il biacco. Tra gli anfibi, oltre alla rana verde, troviamo il tritone crestato..
Nel vasto reticolo di rogge, fontanili e Navigli sono presenti molti pesci: i gamberi rossi, la tartaruga palustre americana, alborella, barbo comune, cagnetta, carpa, cavedano, cobite comune, cobite mascherato, ghiozzo padano, gobione, luccio, persico reale, pigo, savetta, scardola, tinca, triotto, vairone. Tra gli alloctoni si segnalano: abramide, cobite di stagno orientale, gambusia, persico sole, pseudorasbora, rodeo.